# Amauris phaedon
Amauris phaedon är en fjärilsart som beskrevs av Fabricius 1798. Amauris phaedon ingår i släktet Amauris och familjen praktfjärilar. Inga underarter finns listade i Catalogue of Life.